# Ablabesmyia truncata
Ablabesmyia truncata es una especie de insecto díptero del género Ablabesmyia, familia Chironomidae.

Fue descrito por primera vez en 1938 por Goetghebuer. 

## Distribución
Se distribuye por Rusia.